# 荒岱介
荒 岱介（あら たいすけ、1945年6月26日 - 2011年5月3日）は、日本の新左翼活動家。「共産主義者同盟 (戦旗派)」（通称「日向派」「荒派」）代表、市民団体BUND代表。組織名は日向翔、赤目猫蔵、緒方哲生。

## 人物
1945年6月、母親の疎開先の千葉県東葛飾郡関宿町(現･野田市)で生まれる。母親は陸軍中野学校の電話交換士、父親は運送業者だが小児マヒの後遺症による障害者であった。
渋谷区立幡代小学校、代々木中学、都立駒場高校に進む。中学と高校時代は野球部。1965年早稲田大学第一法学部入学。現代文学会に所属し文学活動を志していた。その年の秋よりベトナム戦争を背景に早大学費学館闘争がはじまり苦学生として闘争に参加。そのプロセスで、のちの赤軍派議長塩見孝也のオルグにより、共産主義者同盟（ブント）の学生組織である社会主義学生同盟に加盟。学生運動の活動家になり、1967年10・8羽田闘争から第2次羽田闘争、王子野戦病院設置阻止闘争、1968年1月佐世保エンプラ入港反対闘争などに参加。1968年3月三里塚闘争で逮捕・起訴される。5月頃に早大除籍。第2次ブント8回大会で社会主義学生同盟の委員長に選任されるが、1969年4月東大安田講堂占拠で事後逮捕され起訴される。東大安田講堂の占拠については撤退を命じた政治局と対立、占拠を継続させる。第2次ブントではこの撤退方針が、1969年7・6事件（赤軍分派）の引き金となっている。
早大在籍中に『若きボリシェビキ』、社学同学対部のときに『理論戦線』6号、7号、8号を発刊。宇野弘蔵の経済学をもとにした革命論の方法論的整理を主張。ペンネームであった日向翔の名をとった日向過渡期世界論とよばれた。安田講堂占拠での東京拘置所在監中に第2次ブントは、1969年武装蜂起を主張する赤軍派が分派・分裂する。荒は獄中から塩見孝也の前段階蜂起論に反対。荒の主張に共鳴した学生部分が共産主義者同盟（戦旗派）を形成する。1971年9月、第2次ブント末期の分派闘争でテロ攻撃を受け頭頸部に重傷を負う(関西RGの犯行とされる)。1972年『過渡期世界の革命』を上梓。この後1973年に戦旗派は荒派（後の戦旗・共産主義者同盟）と両川派（後の共産主義者同盟戦旗派）に分裂する。荒は1977年より1980年1月まで実刑判決を受け下獄。
荒の出所後、戦旗派は次第に三里塚闘争を担う主力党派になり、1983年3・8分裂では、空港反対同盟の熱田派を支持する。このとき中核派により党派戦争宣言が発せられるが、対権力のゲリラ戦はやるが内ゲバは回避すべきと中核派に申し入れる。中核派による党派戦争宣言が行われて以後、組織を挙げてゲリラ闘争、武装闘争路線を推進する。この方針については中核派へのアリバイ的な意味合いが背景にあるとも解釈されるが、結果的に活動家が襲撃の標的になることは回避された。以後武装闘争を続け、中核派、革労協と並び、ゲリラ三派として広く知られるようになった。しかし1989年東欧で社会主義政権は崩壊し社会主義革命の展望は喪失する。さらに三里塚闘争でも支援していた熱田派と決別し、1990年に三里塚での拠点であった横堀の団結砦が政府との攻防戦の末に陥落すると事実上三里塚闘争からも撤退することになった。
この頃東大教授であった哲学者廣松渉と親交をふかめ、廣松の校閲により1993年に『マルクス・ラジカリズムの復興』を上梓。廣松の思想を手がかりにマルクス主義の再興を試みた。しかし廣松の死後、1995年に『左翼思想のパラダイム・チェンジ』からマルクス離れを開始し、共産主義革命を放棄して環境保護運動に転換することを訴えた。1990年代後半より「学際的知のクロスオーバー」を掲げ「グランワークショップ」を主催。18回にわたり左翼運動の刷新をかけた広範な人士との交流を行う。荒の主催した集会に参加した人員は2万人以上に及ぶ。もっともこのように荒による個人プレー的な組織の路線転換などについては組織の内外でかなりの批判が寄せられた。荒自身、自称ファシストの元活動家・佐藤悟志から批判され、組織を通じた暴力的な対応をおこなった結果民事裁判の被告にされるが、2008年1月東京地裁判決では荒に対する原告の訴えは棄却、7月東京高裁でも棄却、確定している。2000年代表辞退を表明したが後継者がおらず継続、2007年5月、市民団体ブント代表を辞任し、政治活動から引退。
ドイツ国営放送（ラジオ）が2007年12月、1968年闘争から40年を記念してヨーロッパ、アメリカ、日本などの活動家を探訪。時代から40年たった今どのように考え、生きようとしているのかを取材した。日本では荒岱介、古賀暹（元雑誌『情況』編集長）、若松孝二（映画監督）などがインタビューを受けた。2008年3月ドイツ国内でオンエアされ反響を呼び、5月再放送される。8月にはさらに全国放送された。
宮崎学『叛乱者グラフィティ』、本橋信宏『悪人志願』、鹿砦社『スキャンダル大戦争1』などが荒の人物紹介をしている。自伝としては太田出版刊『破天荒伝』『大逆のゲリラ』がある。
2011年5月3日、前立腺がんのためさいたま市の自宅で死去。65歳没。

## 著書
単著
- 『過渡期世界の革命――第三次ブントへの軌跡』戦旗社、1972年（日向翔名義）
- 『ブント主義の再生』戦旗社、1974年（赤目猫蔵名義）
- 『人民の戦旗かかげて』戦旗社、1977年
- 『過渡期世界の革命』改訂版、戦旗社、1980年
- 『武装せる蒼生』戦旗社、1982年
- 『過渡期世界の革命 2 運動と組織の論理』戦旗社、1986年
- 『武装を内包する革命党』戦旗社、1987年
- 『革命的実践の論理』戦旗社、1989年（緒方哲生名義）
- 『ブント主義の再生』第3版、戦旗社、1990年（日向翔名義）
- 『人民的総反抗の時代』戦旗社、1991年
- 『マルクス・ラジカリズムの復興』御茶の水書房、1993年
- 『左翼思想のパラダイム・チェンジ』実践社、1995年
- 『ハイデガー解釈』社会評論社、1996年
- 『マルクス 残された可能性――For activists』実践社、1996年
- 『行動するエチカ――反形而上学の冒険』社会思想社、1998年
- 『環境革命の世紀へ――ゼロ成長社会への転換』社会評論社、2000年
- 『破天荒伝――ある叛乱世代の遍歴』太田出版、2001年
- 『大逆のゲリラ』太田出版、2002年
- 『反体制的考察――1980年代論文集』実践社、2003年
- 『廣松渉理解――近代の超克論者』夏目書房、2004年
- 『新左翼とは何だったのか』幻冬舎新書、2008年
- 『監獄ロック――ロウソクの焔を見よ』彩流社、2008年

このほかに日向翔名義で多数の著書を出版している。ちなみにかつて戦旗社から出版された書籍のほとんどは荒が執筆したようである。
共著・編著
- 『ブントの連赤問題総括――真理を求めるものは正しい省察を求む』編著、実践社、1995年、改訂増補版2005年
- 『自由的アクティビストの冒険――料理対決篇』山根克也 共編著、実践社、1999年
- 『全共闘三〇年――時代に反逆した者たちの証言』藤本敏夫・神津陽ほか共著、実践社、1998年
- 『テロと報復とコミュニズム』編著、実践社、2001年
- 『こんなご時世戦争論を読む』編著、実践社、2002年
- 『がんばれマルチチュード――ああ21世紀』編著、実践社、2003年
- 『破天荒な人々――叛乱世代の証言』編、彩流社、2005年
- 『右向け左左向け右――リベラル・ユートピアへの指針』田島五郎・虎田五郎・山根克也共著、実践社、2006年